# 薄壳粒雕螺
薄壳粒雕螺（学名：Coccoglypta pinchoiana）为巴蜗牛科粒雕螺属的动物，是中国的特有物种。分布于四川等地，生活环境为陆地，常见于山区丘陵地带灌木丛、农田附近潮湿的草丛中石块下以及多腐殖质处。